# FC 리퍼링
FC 리퍼링(FC Liefering)은 잘츠부르크주 그뢰디히를 연고로 하는 오스트리아의 축구 클럽이다. 현재 에르스테 리가에 참가하고 있다. 2012년부터 FC 레드불 잘츠부르크의 팜팀 역할을 하고 있으며, FC 레드불 잘츠부르크 소속 선수 중 경험이 필요한 선수들은 FC 리퍼링으로 임대를 보내고 있다.

## 선수 명단

### 현역
참고: FIFA 자격 규정에 따라 소속된 국가대표팀 국기를 표시합니다. 선수는 복수의 FIFA 비회원국 국적을 가지고 있을 수 있습니다.
| 번호 | 포지션 | 국적       | 이름              |
| ---- | ------ | ---------- | ----------------- |
| 3    | DF     |            | 조안 가두         |
| 5    | DF     |            | 존 멜베리         |
| 6    | MF     | 앙골라     | 엘리오네          |
| 20   | FW     | 말리       | 가우소우 디아키테 |
| 21   | MF     | 크로아티아 | 올리버 루키치     |
| 24   | DF     |            | 브라이언 오코     |

| 번호 | 포지션 | 국적         | 이름              |
| ---- | ------ | ------------ | ----------------- |
| 28   | DF     | 부르키나파소 | 라시나 트라오레   |
| 39   | DF     | 크로아티아   | 로코 지코비치     |
| 42   | FW     | 부르키나파소 | 아부바카르 카마라 |
| 43   | FW     |              | 엔리케 아길라르   |

## 역대 감독
| 감독                | 임기      |
| ------------------- | --------- |
| 페터 차이들러       | 2012~2015 |
| 토마스 레치         | 2015~2017 |
| 게르하르트 슈트루버 | 2018~2019 |
| 보 스벤손           | 2019~2021 |
| 레네 아우프하우저   | 2021~2022 |

## 같이 보기
- FC 레드불 잘츠부르크